# بكبوستان (جرجر)
بكبوستان (بالتركية: Beybostan)‏ هي قرية تركيّة تتبع إداريّاً لمديرية جرجر في محافظة أديامان التركية، بلغ عدد سكانها 171 نسمة في عام 2021.